# Второе минское соглашение
Комплекс мер по выполнению Минских соглашений, Второе минское соглашение, Минск-2 — документ, имевший целью урегулирование вооружённого конфликта на востоке Украины. Был согласован 11—12 февраля 2015 года на саммите в Минске руководителями Германии, Франции, Украины и России в формате «нормандской четвёрки» и подписан Трёхсторонней контактной группой по мирному урегулированию ситуации на востоке Украины, состоящей из представителей Украины, России и ОБСЕ. Подписи также поставили руководители подконтрольных России Донецкой и Луганской народных республик (без указания должностей). Позднее Минские договорённости были одобрены специальной резолюцией Совета Безопасности ООН.
Минские соглашения считались путём к урегулированию конфликта в Донбассе. Тем не менее, из-за расплывчатости формулировок, неопределённости последовательности действий, предлагаемых соглашениями, действий России, идущих вразрез с их целями, а также риторики России, которая делала вид, что она является посредником, а не стороной боевых действий, Минские соглашения оказались обречены и не смогли принести устойчивый мир Украине. Россия фактически заставила Украину подписать соглашения военным насилием — саммит был наскоро созван после того, как Россия ввела свои войска с целью помочь силам ДНР взять под контроль ключевую железнодорожную развязку. Минские соглашения были более выгодны для России, чем для Украины, некоторые их пункты служили целям России по разрушению суверенитета Украины — тем не менее, они не принесли желанных результатов и для российского руководства. 21 февраля 2022 года Россия признала подконтрольные ей Донецкую и Луганскую народные республики «независимыми государствами», а через 3 дня, 24 февраля, Россия начала крупномасштабное вторжение на Украину.

## История

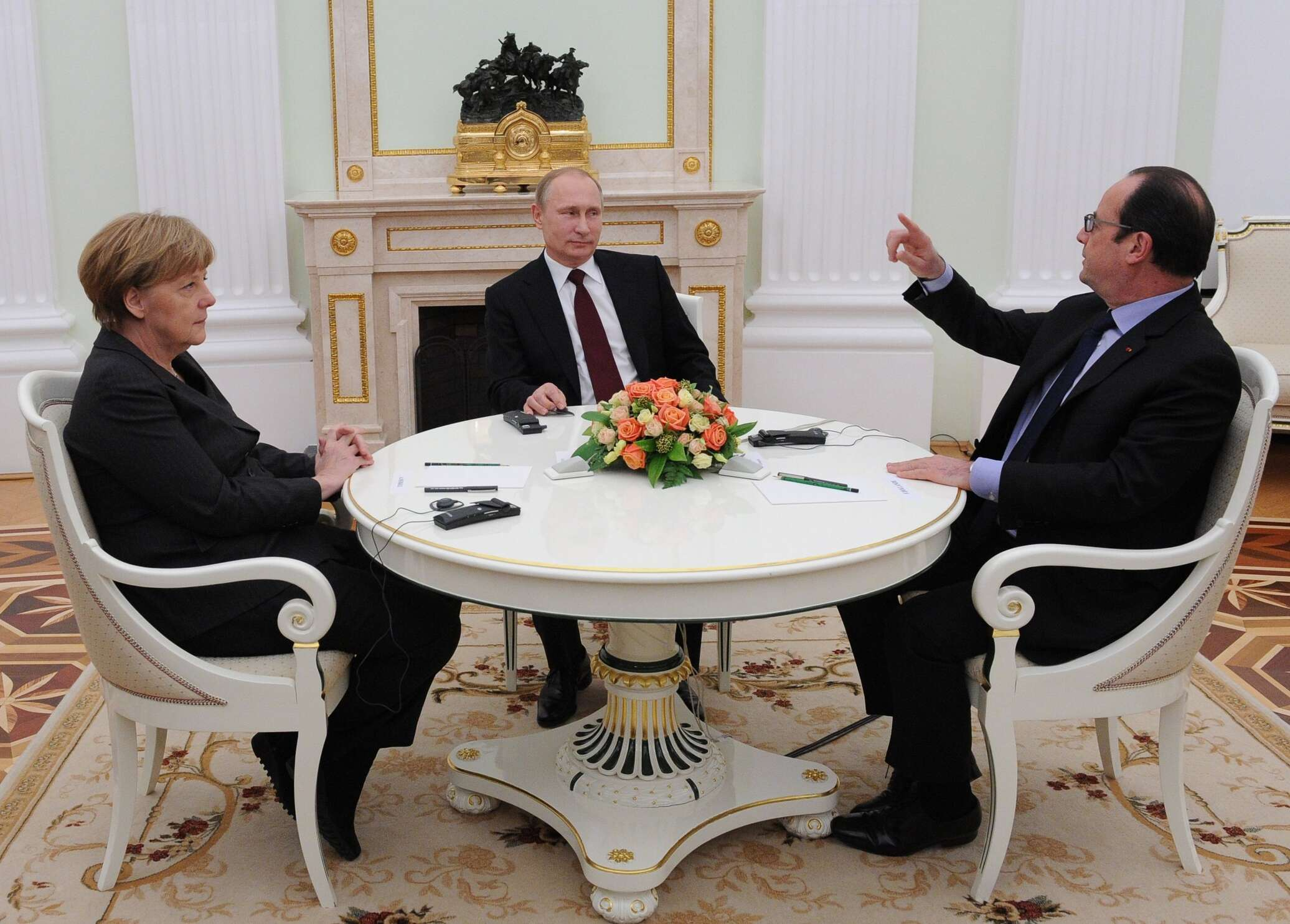
Ангела Меркель, Владимир Путин и Франсуа Олланд. Москва, 6 февраля 2015 года

В начале сентября 2014 года в Минске был подписан Минский протокол.
После подписания Протокола и Меморандума был установлен хрупкий режим прекращения огня. Однако, несмотря на то, что соглашение соответствовало интересам России, боевые действия вскоре продолжились. После захвата Донецкого аэропорта в январе 2015 Россия повторила свои действия в августе 2014 года, задействовала свежие силы и атаковала украинскую армию под Дебальцевом, разгромив украинские силы и заставив Украину подписать «Комплекс мер по выполнению Минских соглашений», или Минск-2.
22 января 2015 года в Берлине прошли переговоры глав министерств иностранных дел России, Украины, Германии и Франции. По их завершении Сергей Лавров сообщил, что министры на этот раз поддержали план срочного отвода тяжёлых вооружений от линии разграничения, зафиксированной в Минском меморандуме от 19 сентября 2014 года.

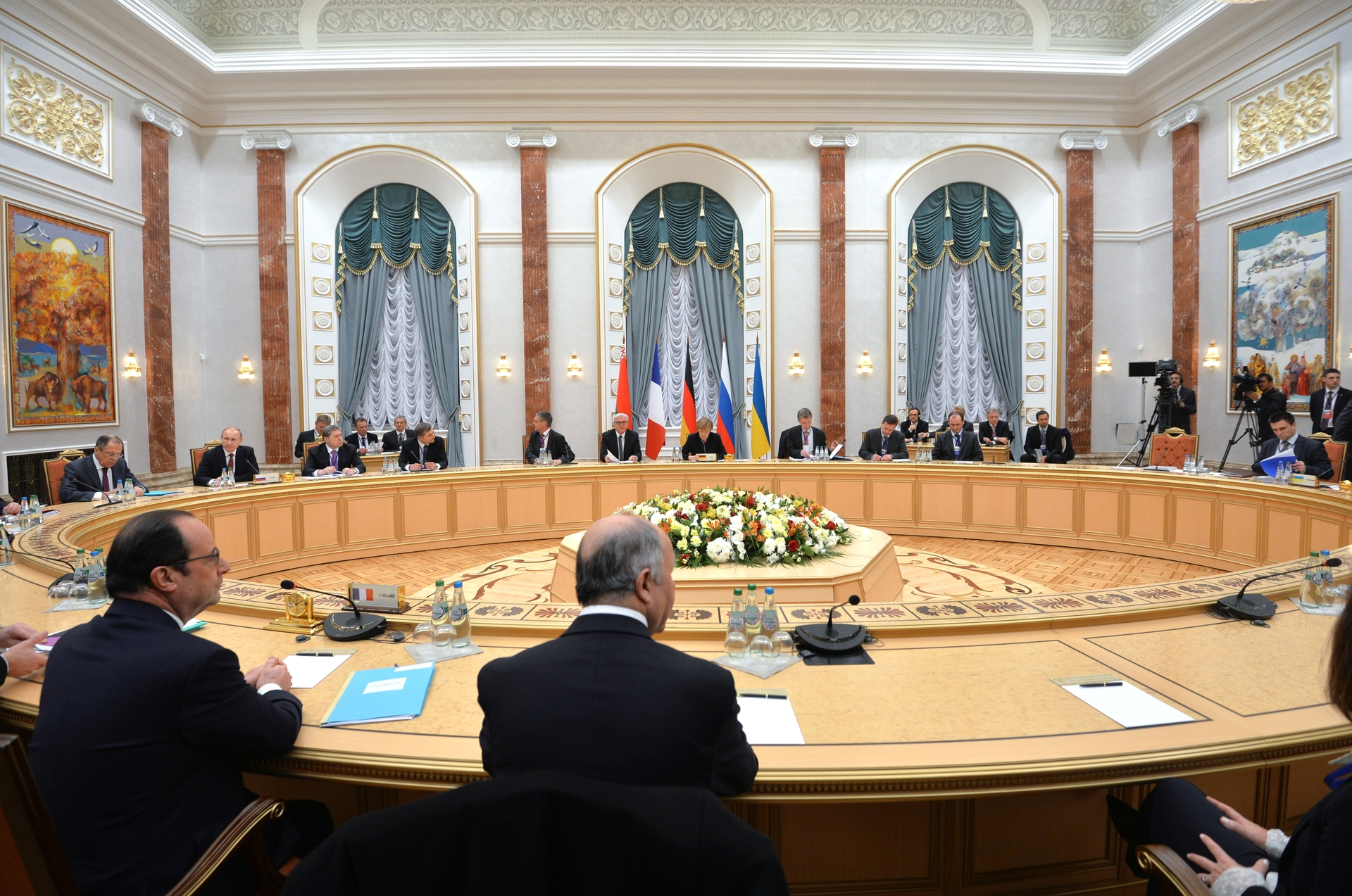
Главы государств за столом переговоров в расширенном формате. Минск, 11 февраля 2015 года

5—6 февраля канцлер Германии Ангела Меркель и президент Франции Франсуа Олланд посетили Киев и Москву, где обсудили предложенный ими план урегулирования конфликта.
9 февраля Ангела Меркель посетила Вашингтон, где провела консультации по Украине с президентом США Бараком Обамой, в том числе обсудив вопрос передачи Украине вооружений в случае провала мирных переговоров.
В ночь на 10 февраля прошли переговоры в Берлине, в которых приняли участие заместители министров иностранных дел стран «нормандской четвёрки», после чего была анонсирована встреча лидеров России, Украины, Германии и Франции в Минске.
11 февраля Владимир Путин, Ангела Меркель, Франсуа Олланд и Пётр Порошенко прибыли в Минск. На заключительном этапе к ним присоединилась спецпредставитель председателя ОБСЕ в Трёхсторонней контактной группе по урегулированию ситуации на востоке Украины Хайди Тальявини. Встреча проходила в минском Дворце независимости. Переговоры продлились 16 часов.
С российской стороны во встрече также принимали участие министр иностранных дел Сергей Лавров, заместитель министра иностранных дел Григорий Карасин, помощник президента Юрий Ушаков, пресс-секретарь президента Дмитрий Песков.
12 февраля в Минск прибыли руководители подконтрольных России ДНР и ЛНР — Александр Захарченко и Игорь Плотницкий.
В результате переговоров лидеры «четвёрки» приняли Декларацию в поддержку Комплекса мер по выполнению Минских соглашений, принятого Контактной группой по урегулированию ситуации на Украине. Комплекс мер по выполнению Минских соглашений предусматривал «незамедлительное и всеобъемлющее прекращение огня в отдельных районах Донецкой и Луганской областей Украины и его строгое выполнение» с 00:00 15 февраля по киевскому времени отвод тяжёлых вооружений обеими сторонами на равные расстояния в целях создания зоны безопасности, а также мониторинг и верификацию ОБСЕ режима прекращения огня и отвода тяжёлого вооружения с применением всех необходимых технических систем, включая спутники, БПЛА и радиолокационные системы.
Соглашение было подписано представителями России, Украины и ОБСЕ, а также Александром Захарченко и Игорем Плотницким без указания должности и статуса.
Со времени подписания Минских соглашений ни один их пункт так и не был выполнен: Россия обвиняла Украину в саботировании политической части минских договорённостей (предусматривающей принятие на постоянной основе особого статуса отдельных районов Донецкой и Луганской областей, закрепление его в Конституции Украины, проведение амнистии и организацию местных выборов), настаивая на том, что только после выполнения этих и ряда других пунктов соглашения может быть восстановлен контроль правительства Украины над всей российско-украинской границей; Украина же заявляла о приоритетной необходимости решения вопросов безопасности (восстановления её контроля над границей между непризнанными республиками и Россией, обеспечения свободного доступа украинских СМИ и политических партий на территорию ОРДЛО) как ключевого условия для проведения местных выборов и возвращения этих территорий в состав украинского государства.
Украина, США и Евросоюз рассматривали вооружённый конфликт в Донбассе как проявление агрессии со стороны России. Российское руководство настаивало на том, что речь шла о внутреннем конфликте, в котором Россия являлась одной из посредничающих сторон между украинскими властями и непризнанными республиками.
18 января 2018 года Верховная рада Украины приняла закон «Об особенностях государственной политики по обеспечению государственного суверенитета Украины над временно оккупированными территориями в Донецкой и Луганской областях», регламентирующий отношения с неподконтрольными территориями и механизм их возвращения в состав Украины. Закон вступил в силу 24 февраля 2018 года. По ряду оценок российских экспертов, закон в его окончательном виде фактически зафиксировал отказ украинских властей от Минских договорённостей.
24 апреля 2019 года президент России Владимир Путин подписал указ, позволяющий жителям ДНР и ЛНР получить гражданство РФ в упрощённом порядке. В России заявляли, что это решение принято в связи с полным отсутствием перспектив улучшения ситуации в зоне конфликта, социально-экономической блокадой Донбасса и систематическим ущемлением украинскими властями основных гражданских прав и свобод жителей региона. По мнению международных правозащитных организаций, а также представителей Евросоюза, данное решение противоречило Минским соглашениям и являлось инструментом дестабилизации Украины.
Приход к власти на Украине Владимира Зеленского первоначально способствовал активизации Минского процесса. Тем не менее, как отмечали украинские СМИ, украинские власти понимали, что выполнение ими Минских соглашений превратит Донбасс в неподконтрольный украинскому руководству центр влияния на внешнюю и внутреннюю политику государства со стороны России. Отсюда вытекало желание пересмотреть соглашения, «отредактировать» или «адаптировать» их, изменить последовательность шагов. В 2021 году украинские власти открыто заявили о невозможности выполнения Минских соглашений в нынешней редакции. При этом Владимир Зеленский отмечал, что сохранение Минского процесса выгодно Украине, поскольку создавало основание для сохранения антироссийских санкций. Россия выступала категорически против внесения каких-либо изменений в текст Минских соглашений. Её устраивало либо полное и последовательное выполнение соглашений, либо сохранение статус-кво.
В феврале 2022 года на фоне острого кризиса между Россией и рядом стран Запада из-за потенциальной угрозы территориальной целостности Украины, связываемой с наращиванием российских войск и вооружений рядом с российско-украинской границей, главы самопровозглашённых ДНР и ЛНР Денис Пушилин и Леонид Пасечник обратились к президенту РФ Владимиру Путину с просьбой признать независимость республик. Обращения были поддержаны всеми членами Совета безопасности Российской Федерации, и 21 февраля Владимир Путин подписал указы о признании независимости и суверенитета республик. 22 февраля Путин заявил, что после признания Москвой Донецкой и Луганской народных республик Минских соглашений больше не существует. По его словам, Россия была вынуждена принять решение о признании ДНР и ЛНР из-за нежелания Киева выполнять Минские соглашения, которые фактически «были убиты» ещё задолго до признания народных республик Донбасса.

## Содержание
Соглашением предусматривалось:

Карта Украины с выделением территорий Донецкой и Луганской областей с особым порядком местного самоуправления

1. Незамедлительное и всеобъемлющее прекращение огня с 00 ч. 00 мин. (киевское время) 15 февраля 2015 года.
2. Отвод всех тяжёлых вооружений обеими сторонами на равные расстояния в целях создания зоны безопасности шириной минимум 50 км друг от друга для артиллерийских систем калибром 100 мм и более, зоны безопасности шириной 70 км для РСЗО и шириной 140 км для РСЗО «Торнадо-С», «Ураган», «Смерч» и тактических ракетных систем «Точка» («Точка У»):
- для украинских войск — от фактической линии соприкосновения;
- для вооружённых формирований отдельных районов Донецкой и Луганской областей Украины: от линии соприкосновения согласно Минскому меморандуму от 19 сентября 2014 года.

Отвод вышеперечисленных тяжёлых вооружений должен начаться не позднее второго дня после прекращения огня и завершиться в течение 14 дней.
Этому процессу будет содействовать ОБСЕ при поддержке Трехсторонней Контактной группы.
3. Обеспечить эффективный мониторинг и верификацию режима прекращения огня и отвода тяжёлых вооружения со стороны ОБСЕ с первого дня отвода, с применением всех необходимых технических средств, включая спутники, БПЛА, радиолокационные системы и прочее.
4. В первый день после отвода начать диалог о модальностях проведения местных выборов в соответствии с украинским законодательством и Законом Украины «О временном порядке местного самоуправления в отдельных районах Донецкой и Луганской областей», а также о будущем режиме этих районов на основании указанного закона. Незамедлительно, не позднее 30 дней с даты подписания данного документа, принять постановление Верховной Рады Украины с указанием территории, на которую распространяется особый режим, в соответствии с Законом Украины «О временном порядке местного самоуправления в отдельных районах Донецкой и Луганской областей» на основе линии, установленной в Минском меморандуме от 19 сентября 2014 года.
5. Обеспечить помилование и амнистию путем введения в силу закона, запрещающего преследование и наказание лиц в связи с событиями, имевшими место в отдельных районах Донецкой и Луганской областей Украины.
6. Обеспечить освобождение и обмен всех заложников и незаконно удерживаемых лиц на основе принципа «всех на всех». Этот процесс должен быть завершён не позднее, чем на пятый день после отвода.
7. Обеспечить безопасный доступ, доставку, хранение и распределение гуманитарной помощи нуждающимся на основе международного механизма.
8. Определение модальностей полного восстановления социально-экономических связей, включая социальные переводы, такие как выплата пенсий и иные выплаты (поступления и доходы, своевременная оплата всех коммунальных счетов, возобновление налогообложения в рамках правового поля Украины).
В этих целях Украина восстановит управление сегментом своей банковской системы в районах, затронутых конфликтом, и, возможно, будет создан международный механизм для облегчения таких переводов.
9. Восстановление полного контроля над государственной границей со стороны правительства Украины во всей зоне конфликта, которое должно было начаться в первый день после местных выборов и завершиться после всеобъемлющего политического урегулирования (местные выборы в отдельных районах Донецкой и Луганской областей на основании Закона Украины и конституционная реформа) к концу 2015 года при условии выполнения пункта 11 — в консультациях и по согласованию с представителями отдельных районов Донецкой и Луганской областей в рамках Трехсторонней Контактной группы.
10. Вывод всех иностранных вооружённых формирований, военной техники, а также наёмников с территории Украины под наблюдением ОБСЕ. Разоружение всех незаконных групп.
11. Проведение конституционной реформы на Украине и вступление в силу к концу 2015 года новой Конституции, предполагающей в качестве ключевого элемента децентрализацию (с учётом особенностей отдельных районов Донецкой и Луганской областей, согласованных с представителями этих районов), а также принятие до конца 2015 года постоянного законодательства об особом статусе отдельных районов Донецкой и Луганской областей в соответствии с мерами, указанными в примечании, до конца 2015 года.
12. На основании Закона Украины «О временном порядке местного самоуправления в отдельных районах Донецкой и Луганской областей» вопросы, касающиеся местных выборов, будут обсуждаться и согласовываться с представителями отдельных районов Донецкой и Луганской областей в рамках Трёхсторонней Контактной группы. Выборы будут проведены с соблюдением соответствующих стандартов ОБСЕ при мониторинге со стороны БДИПЧ ОБСЕ.
13. Интенсифицировать деятельность Трёхсторонней Контактной группы, в том числе путём создания рабочих групп по выполнению соответствующих аспектов Минских соглашений. Они будут отражать состав Трехсторонней Контактной группы
1. ↑  Особый статус «отдельных районов Донецкой и Луганской областей» должен был, в частности, предусматривать:

  - освобождение от наказания, преследования и дискриминации лиц, связанных с событиями, имевшими место в отдельных районах Донецкой и Луганской областей;
  - право на языковое самоопределение;
  - участие органов местного самоуправления в назначении глав органов прокуратуры и судов в отдельных районах Донецкой и Луганской областей;
  - возможность для центральных органов исполнительной власти заключать с соответствующими органами местного самоуправления соглашений относительно экономического, социального и культурного развития отдельных районов Донецкой и Луганской областей;
  - государство оказывает поддержку социально-экономическому развитию отдельных районов Донецкой и Луганской областей;
  - содействие со стороны центральных органов власти трансграничному сотрудничеству в отдельных районах Донецкой и Луганской областей с регионами Российской Федерации;
  - создание отрядов народной милиции по решению местных советов с целью поддержания общественного порядка в отдельных районах Донецкой и Луганской областей
  - полномочия депутатов местных советов и должностных лиц, избранных на досрочных выборах, назначенных Верховной Радой Украины этим законом, не могут быть досрочно прекращены

### Подписавшие
Документ, согласованный лидерами «нормандской четвёрки», подписали:
- участники Трёхсторонней контактной группы:
  -  ОБСЕ: Посол Хайди Тальявини;
  -  Украина: Второй Президент Украины Леонид Кучма;
  -  Россия: посол Российской Федерации на Украине Михаил Зурабов;
- (без указания должностей):
  - Александр Захарченко
  - Игорь Плотницкий

## Имплементация
Соглашения не были ратифицированы украинским и российским парламентами, и не являлись международными договорами. Бывший заместитель главы Администрации президента по внутренней политике Владислав Сурков, участвовавший в переговорах в Минске и в Трёхсторонней контактной группе, в феврале 2023 года заявил, что в работе над соглашениями он «не исходил из того, что они должны быть выполнены».
Через месяц после подписания соглашений мониторинговая миссия ОБСЕ констатировала невыполнение пункта об отводе тяжёлого вооружения с фронта. В мае 2017 года миссия ОБСЕ зарегистрировала 945 артиллерийских обстрелов контролируемой Украиной территории со стороны территории, контролируемой Россией и сепаратистами, в сравнении со 145 обстрелами со стороны Украины. Россия 82 раза заблокировала доступ персоналу миссии ОБСЕ, в сравнении с 54 случаями, когда доступ был заблокирован со стороны Украины. По состоянию на февраль 2018 года миссия ОБСЕ констатировала, что тяжёлое вооружение так и не было отведено и что наблюдатели не имели доступа к ряду населённых пунктов на подконтрольной сепаратистам территории.
В марте 2015 года Верховная рада Украины приняла новую версию закона об особом порядке местного самоуправления в отдельных районах Донецкой и Луганской областей, согласно которой особые полномочия самопровозглашённые республики получали только после проведения местных выборов согласно украинским законам и международным стандартам. В ответ представители подконтрольных России образований обвинили Украину в срыве соглашений, но позже переговоры в формате Трёхсторонней контактной группы были продолжены.
В июне 2015 года российский эксперт Александр Гущин констатировал, что соглашения о перемирии работали лишь временно, при этом локальные боестолкновения сохранялись, и ни одна из сторон не проявляла воли к исполнению политических параметров соглашений.
По логике Минских соглашений, вдоль фронта должна была быть сформирована буферная зона между воюющими сторонами, однако отсутствие формального определения этой зоны как неприкосновенной привело к боям за контроль над нейтральной территорией. По состоянию на июнь 2016 года боевые действия в «серой зоне» не прекращались.
В январе 2022 года миссия  ОБСЕ подтвердило существенное снижение числа жертв.
К февралю 2022 года ни один из пунктов соглашений не был выполнен полностью. Украинская сторона в течение нескольких лет утверждала, что выполнить соглашения в актуальном виде либо слишком сложно, либо невозможно, и требовала их изменить, на что не соглашалась российская сторона, а работа Трёхсторонней контактной группы не давала результатов из-за разногласий участников переговоров.
В начале февраля 2022 года президент Франции Эмманюэль Макрон предложил гарантировать нейтральный статус Украины по примеру Финляндии. Идея по неизвестным причинам не была принята к моменту начала полномасштабного российского вторжения в Украину.

### Интерпретация соглашений
Представители России утверждали, что Россия не является стороной войны в Донбассе, которая, согласно их заявлениям, была внутриукраинской, и требовали прямых переговоров между Украиной и подконтрольными России самопровозглашёнными республиками. Роль России в переговорном процессе российские представители оценивали как посредническую и приравнивали её к роли ОБСЕ. Представители Украины категорически отказывались от такой трактовки и отказывались вести любые прямые переговоры с сепаратистами, признав их зависимыми от России «оккупационными администрациями». Утверждение представителей России о том, что отказ от прямых переговоров с сепаратистами противоречит Минским соглашениям, в которых прописано согласование шагов по урегулированию конфликта с «представителями отдельных районов Донецкой и Луганской областей», представители Украины парировали тем, что пункт будет выполняться, но путём коммуникации с жителями из Донецкой и Луганской областей, являющимися беженцами на подконтрольной Украине территории, а не с сепаратистами.
Пункты соглашений были условно разделены на две группы: о безопасности и о политике. Отсутствие прописанного порядка выполнения пунктов так же привело к разногласиям: представители Украины настаивали на выполнении пунктов об обеспечении безопасности в регионе, и затем — о политике, в то время как представители России требовали реализовывать данные группы пунктов синхронно. Переговоры о создании «дорожных карт», призванные зафиксировать порядок и сроки выполнения пунктов Минских соглашений, не дали результатов.
Порядок проведения местных выборов и возврата территорий под контроль Украины остался спорным: Россия требовала провести выборы до возврата контроля над российско-украинской границей, как это было указано в соглашениях, Украина же отказывалась проводить выборы в таких условиях, так как без контроля границы невозможно обеспечить легитимность выборов. Предложение Владимира Зеленского изменить текст соглашений для разрешения коллизии было отвергнуто Владимиром Путиным, который категорически отказался от досрочного возврата контроля над границей.
По версии Русской службы Би-би-си, «особый статус», который «отдельные районы Донецкой и Луганской областей» должны были получить в ходе конституционной реформы в Украине, связанной с децентрализацией власти, в трактовке российских властей должен был означать внедрение в украинскую власть полностью подконтрольного России элемента, через который Кремль мог бы активно участвовать во внутренней украинской политике. Представители Украины утверждали, что получение права вето на общегосударственные вопросы каким-либо субъектом Украины невозможно.

### Механизмы реализации

#### План Мореля
Осенью 2015 года помощница госсекретаря США Виктория Нуланд, статс-секретарь Министерства иностранных дел России Григорий Карасин и координатор политической подгруппы Трёхсторонней контактной группы Пьер Морель разработали план реализации соглашений, которым предлагалось провести местные выборы на неподконтрольных Украине территориях без предоставления Украине контроля над самими выборами и над российско-украинской границей и без разоружения пророссийских сепаратистов.

#### План Сайдика
В 2019 году специальный представитель председателя ОБСЕ в Украине и в Трёхсторонней контактной группе Мартин Сайдик предложил план, согласно которому местные выборы должны были бы контролироваться миротворческим контингентом ООН, что позволило бы обеспечить безопасность наблюдателей. План не предполагал возврата контроля над территорией Украины до проведения выборов.

### Полномасштабное вторжение России в Украину
8 февраля 2022 года президент Франции Эмманюэль Макрон заявил, что президент России Владимир Путин подтвердил намерение России соблюдать Минские соглашения. 21 февраля 2022 года Владимир Путин подписал указ о признании независимости подконтрольных России Донецкой и Луганской народных республик, чем нарушил Минские соглашения, предписывавшие территориальную целостность Украины. 24 февраля 2022 года Россия начала полномасштабное вторжение в Украину, в ходе которого аннексировала оккупированные российской армией украинские территории, в том числе — территории Донецкой и Луганской областей.

## Оценки
Подписание Соглашений вызвало одобрение мирового сообщества. 17 февраля 2015 года резолюцию в поддержку соглашений принял Совет Безопасности ООН.
12 февраля 2015 года была принята Декларация в поддержку Соглашений, которую подписали президенты Пётр Алексеевич Порошенко, Владимир Владимирович Путин, Франсуа Олланд и канцлер Ангела Меркель. В тексте декларации был одобрен данный Комплекс мер. Поддержал его и президент Украины Владимир Александрович Зеленский в рамках Парижского саммита в Нормандском формате 9 декабря 2019 года, в коммюнике по итогам которого было сказано: «Минские договорённости (Минский протокол от 5 сентября 2014 года, Минский меморандум от 19 сентября 2014 года и Минский комплекс мер от 12 февраля 2015 года) продолжают служить основой для работы Нормандского формата, государства-члены которого привержены их полной имплементации». Также лидеры и министры иностранных дел стран «нормандской четвёрки» на протяжении последовавших лет неоднократно подчёркивали, что альтернативы минским соглашениям не существует.
Как сообщается в докладе Управления Верховного комиссара ООН по правам человека, подготовленном по результатам работы мониторинговой миссии ООН, с 14 апреля 2014 года по 15 февраля 2019 года в Донбассе погибли не менее 3023 гражданских лиц, а с учётом катастрофы самолёта рейса МН17 «Малайзийских авиалиний» общее количество погибших среди гражданского населения в связи с конфликтом составляет как минимум 3321 человек. Число раненых гражданских лиц, по оценкам, превышает семь тысяч. На первые десять месяцев конфликта (c середины апреля 2014 года до середины февраля 2015 года) пришлось 81,9 % всех погибших среди гражданского населения (2 713), а на четыре года после принятия Комплекса мер по выполнению Минских соглашений — 18,1 % (608 погибших).
Изначально частью специалистов и прессой Минские соглашения рассматривались позитивно, так как они сократили боевые действия, но со временем они утратили свою ценность. Второе минское соглашение составлялось поспешно и пыталось скрыть зияющие различия между позициями Украины и России. В результате оно содержало противоречивые положения и излагало запутанную последовательность действий. Противоречивый характер Минских соглашений был главным препятствием для их реализации. Хотя соглашения предотвратили дальнейшее продвижение войск и фактически свели конфликт к позиционной войне низкой интенсивности, они не привели к длительному миру в Украине. Как пишет историк Семюел Рамани, Россия была основной стороной, нарушающей Вторые минские соглашения, в то же время приписывая нарушения Украине. Для оправдания своих действий, идущих вразрез с духом соглашений, Россия утверждала, что она не является стороной, на которую Минские соглашения накладывают обязательства.
Так, специалисты, опрошенные «Carnegie Europe» в 2017 году, по-разному высказались о Минских соглашениях. Одни специалисты назвали соглашения «обречёнными на провал» и обратили внимание на расплывчатые и противоречивые формулировки, позволяющие России дестабилизировать Украину; неготовность сепаратистов в ЛНР и ДНР выполнять 4-й и 9-й пункты соглашений; затруднительность изменения украинской Конституции; статус России как посредника, а не стороны боевых действий; заведомую невыполнимость данных сторонами обещаний; признание Россией документов, выданных в ЛНР и ДНР. Другие же обращали внимание на сокращение боевых действий и жертв в результате принятия соглашений.
В докладе за 2022 год эксперты Стокгольмского института Восточно-Европейских исследований считают, что Минские соглашения были навязаны Киеву в контексте поражений в сентябре 2014 и феврале 2015 года, и являлись не решением, а представляли собой часть проблемы. Так, эти соглашения нарушали территориальную целостность Украины, ограничивали политический суверенитет государства, его право на применение силы и национальное самоопределение. Поддержка соглашений западными государствами игнорировала основные демократические стандарты и подрывала международную систему, сложившуюся после 1945 года, а Кремль использовал Минские соглашения против Украины для закрепления результата военной фазы. Западные государства оказывали давление на Украину с целью выполнения Минских договорённостей, недостаточно поддерживали украинскую интерпретацию соглашений, и не привлекали Российскую Федерацию к ответственности за нарушение соглашений и срыв переговоров в Трёхсторонней контактной группе.
Исследователи полагают, что в краткосрочной перспективе Минские соглашения были более выгодны для России, чем для Украины, многие их пункты служили целям России по разрушению суверенитета Украины, но они оказались провальными для России на длительной дистанции. Во-первых, несмотря на то, что Киев потерял контроль над частью территорий, украинский суверенитет и политическая независимость не были скомпрометированы полностью. Более того, Украине удалось закрепить геополитическую ориентацию на Запад в своей Конституции, а украинская нация консолидировалась. Во-вторых, России не удалось добиться особого статуса для Донбасса. В-третьих, России не удалось добиться единогласной поддержки всего населения ЛНР.
Неудаче Минских соглашений способствовала расплывчатость текста соглашений; неопределённость последовательности предусмотренных ими действий; раздача паспортов России жителям ЛНР и ДНР, идущая вразрез с «духом и целями» Соглашения; наращивание численности российских войск на границе с Украиной и, в конце концов, признание ЛНР и ДНР.